# 臺灣蜆
臺灣蜆，又稱為黃金蜆，为蜆科蜆屬河蚬下的一个亞种。
在台灣，可食用的雙殼綱貝類都被泛稱為蛤蜊，如文蛤、花蛤、粉蛤、竹蛤，相當於古代的蚶、車螯和花蛤。居住在海水中者稱蚶仔，主要是指文蛤。居住在淡水中者蜊仔，或蜆。

## 分布
分佈極廣，遍及韓國、日本、中國大陸及台灣，主要棲息於淡水或半淡鹹水區之河川、湖泊、水塘、溝渠、水田之泥沙底。天然蜆苗多產於稍具鹽分之河口地帶。喜棲息有緩流水、無水草、沙泥底、水深1.5（4英尺11英寸）左右的水域環境中。

## 型態
接近正三角形，腹緣圓形，有明顯的生長線，外殼顏色為黃色、黃綠色或黑褐色，內殼為紫色或白色。而水質越乾淨則顏色越金黃。
當中原產於台灣花蓮縣壽豐鄉的特稱作「黃金蜆」。

## 生命史
| 時間               | 分期                                                                                           |
| ------------------ | ---------------------------------------------------------------------------------------------- |
| 精卵釋出           | 水中受精                                                                                       |
| 2小時30分後        | 開始分裂                                                                                       |
| 14～20時候         | 達到囊胚期，開始迴轉運動                                                                       |
| 20小時左右後       | 發育成擔輪子（Trochophore），大小約150 μｍ，具一圈纖毛環及一束細小的頂纖毛，而後孵出行浮游生活 |
| 孵出之後           | 進入被面子期（Veliger stage），此期初具有面盤（Velum），而後形成透明的貝殼，面盤即消失         |
| 持續成長到殼頂鼓出 | 形成稚蜆（Juvenile stage），則改為底棲生活                                                     |
| 2～3個月           | 較小的蜆苗（供應一般養殖使用）                                                                 |
| 4～5個月           | 較大的蜆苗（供應一般養殖使用）                                                                 |

## 養殖
早期台灣的蜆養殖業，蜆的養殖主要依賴於禽畜廢水發酵所產生的微生物。近年來，這一養殖方法已逐步轉變，開始使用米糠、豆粉、飼料和活菌等來培養綠藻，作為蜆的主要餌料。
台灣的蜆養殖產地主要分布於花蓮縣、彰化縣和雲林縣。根據漁業署的統計資料，雲林縣的蜆生產量在2004年之前大約維持在2000噸左右。然而，從那時起，該地區的蜆生產量開始急劇下降，到2005年降至400噸，2006年則進一步下降至136噸，2007年甚至沒有統計數據。
2015年台灣主要的蜆養殖地區仍然集中在花蓮縣（409.04公頃，產量3940噸，產值1.39億元）、彰化縣（369.5公頃，產量3541噸，產值2.12億元）和雲林縣（63.45公頃，但無產量和產值的統計數據）。
花蓮縣壽豐鄉、玉里鎮有專門的水產養殖專業區，當地業者利用中央山脈和海岸山脈之間的花蓮縱谷優越的環境條件，如空氣清新和沙礫地湧出的清澈乾淨泉水，養殖出品質上乘、外觀金黃的蜆，被稱為黃金蜆。這一特殊品種的蜆在台灣貝類市場上已成為一個新的亮點。

## 營養價值

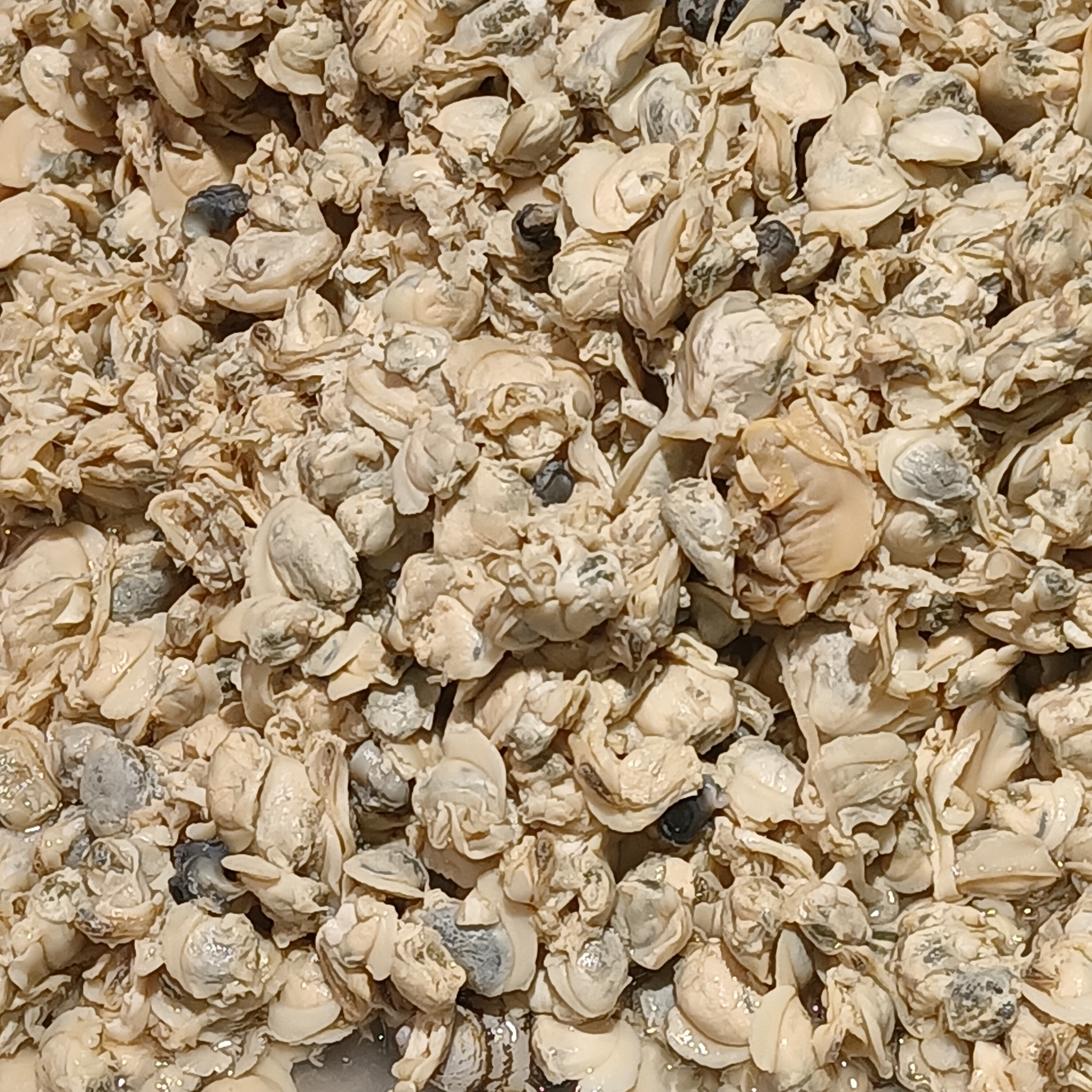
臺灣蜆肉

黃金蜆含「鳥胺酸」、「蛋白質」、「牛磺酸」、「丙胺酸」及「維生素B12」，其中每100g中就含有約10.7mg的鳥胺酸。

## 扩展阅读
- 維基物種上的相關：臺灣蜆